# Philosophy for Palestine
Philosophy for Palestine („Philosophie für Palästina“) ist ein offener Brief, der am 1. November 2023 als Stellungnahme von linken Philosophen und Wissenschaftlern zu dem am 7. Oktober 2023 begonnenen Krieg in Israel und Gaza online veröffentlicht wurde. Zahlreiche Unterzeichner sind Befürworter der Initiative Boycott, Divestment and Sanctions. Der Brief bezieht in dem Konflikt Position für Palästina, sieht eine Mitverantwortung Israels für den Terrorangriff der Hamas am 7. Oktober 2023 und führt dafür die „Enteignung der Palästinenser“ seit 1948 an. Israel wird als Unterdrücker kategorisiert, der eine Apartheid gegen die Palästinenser ausübe. Der Brief fordert zum akademischen und kulturellen Boykott israelischer Institutionen auf.

## Inhalt
In dem Brief heißt es unter anderem:
„Wir sind eine Gruppe von Philosophieprofessoren in Nordamerika, Lateinamerika und Europa, die sich zu Wort meldet, um öffentlich und unmissverständlich unsere Solidarität mit dem palästinensischen Volk zum Ausdruck zu bringen und um das […] Massaker anzuprangern, das Israel mit voller finanzieller, materieller und ideologischer Unterstützung unserer eigenen Regierungen gegen den Gazastreifen verübt. […] Menschen, die ein Gewissen haben, müssen ihre Stimme gegen diese Gräueltaten erheben. Das ist kein schwieriger Schritt; viel schwieriger ist es für uns, uns schweigend und mitschuldig von einem sich entfaltenden Völkermord abzuwenden. […]
Die Blockade des Gazastreifens dauert seit 16 Jahren, die Besetzung des Westjordanlands und des Gazastreifens seit 56 Jahren und die Enteignung der Palästinenser von ihrem Land und ihren Häusern im gesamten historischen Palästina seit einem dreiviertel Jahrhundert, seit der Gründung Israels als ethnisch-suprematistischer Staat im Jahr 1948 an. Nicht ohne Grund bezeichnen Beobachter […] Israels Kontrolle über das Land vom Jordan bis zum Mittelmeer heute als ein System der Apartheid.
Wir laden Philosophinnen und Philosophen ein, sich mit Palästina und dem Kampf gegen Apartheid und Besatzung zu solidarisieren und insbesondere den akademischen und kulturellen Boykott israelischer Institutionen – unabhängig von Einzelpersonen – zu unterstützen.“

## Unterzeichner
Bis April 2024 unterschrieben mehr als 400 Wissenschaftler den Brief, darunter Linda Martín Alcoff, Louise Antony, Étienne Balibar, Judith Butler, Alex Callinicos, Angela Davis, Owen Flanagan, Sally Haslanger, Joy James, Serene Khader, Joseph Levine, Giovanni Poggi, Catherine Rowett, Olúfẹ́mi O. Táíwò und George Yancy.

## Kritik
Seyla Benhabib bezeichnete den Brief als „blamables Zeugnis intellektueller Borniertheit“.
Eva Geulen, die bei der Verleihung des Theodor-W.-Adorno-Preises an Judith Butler die Laudatio hielt und Butler-Forscherin ist, schrieb in einer E-Mail an Anna-Lena Scholz (Die Zeit), Philosophy for Palestine sei „wie vielleicht alle offenen Briefe eine Katastrophe. Ein Erpresserbrief“.
Wegen ihrer Unterzeichnung wurde die Nancy Fraser zuerkannte Albertus-Magnus-Professur 2024 von der Universität zu Köln mit der Begründung widerrufen, der offene Brief stelle das Existenzrecht Israels in Frage, relativiere den Terrorangriff der Hamas vom 7. Oktober 2023 und rufe zum akademischen und kulturellen Boykott Israels auf. Mehrere Wissenschaftler, u. a. Rahel Jaeggi, Stephan Lessenich, Hartmut Rosa, Axel Honneth, Oliver Nachtwey und Seyla Benhabib, verurteilten die Ausladung. Sie sei „ein weiterer Versuch, die öffentliche und wissenschaftliche Diskussion zu Israel und Palästina unter Verweis auf vermeintlich eindeutige und regierungsamtlich definierte rote Linien einzuschränken“. Dieser Einwand wurde mit Verweis auf den Boykottaufruf im offenen Brief kritisiert, der seinerseits eine Einschränkung der Wissenschaftsfreiheit darstelle.

## Weblink
- Englischer Originaltext